# 莲花站 (成都市)
莲花站位于中华人民共和国四川省双流区西航港街道西航港大道中三段与航枢二路交叉口，是成都地铁8号线的一座地下车站，于2020年12月18日启用。莲花站艺术主题为双簧管。
本站因车站位于莲花社区而得名，正式命名前曾使用工程名为“谢家桥站”。

## 车站结构
本站为地下二层岛式车站。站台靠近桂龙路方向车头的位置设有卫生间，但是此卫生间是男女共用，且没有无障碍卫生间。
| 地面                       | ·    | 出口A/B/C/D                                                                                                |
| 地下一层                   | 站厅 | 自助购票 客服中心                                                                                          |
| 地下二层                   | ·    | \| \| \| 8号线往桂龙路（文星） \| \| 島式 · 開左邊车门 · 卫生间 \| \| \| \| \| \| 8号线往龙港（终点站） \| |
|                            |      | 8号线往桂龙路（文星）                                                                                      |
| 島式 · 開左邊车门 · 卫生间 |      | |
|                            |      | 8号线往龙港（终点站）                                                                                      |

## 出入口
本站目前开放4个出入口。
|          |              |                                    |      |
| 编号     | 设施         | 指示                               | 照片 |
|          | 无障碍电梯   | 西航港大道中三段、航枢二路         |      |
| 出口 · B |              | 西航港大道中三段、航枢二路、会缘路 |      |
| 出口 · C | 无障碍卫生间 | 西航港大道中三段                   |      |
| 出口 · D |              | 西航港大道中三段、文星正街         |      |